# Gerhard Meyer-Hentschel

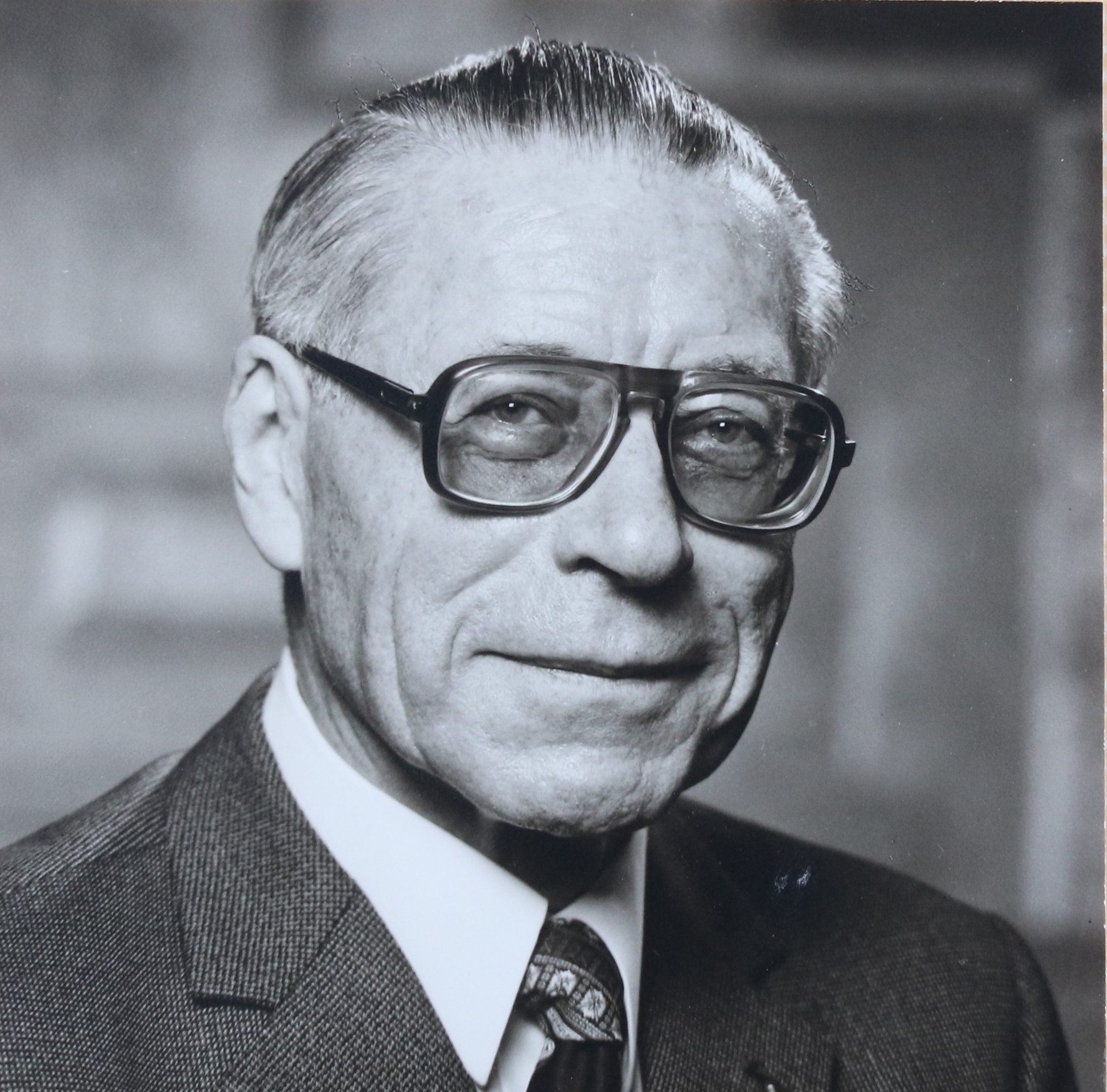
Gerhard Meyer-Hentschel (＊1911 † 2005)

Gerhard Meyer-Hentschel (* 9. September 1911 in Bernburg; † 14. Oktober 2005 in Andernach)  war ein deutscher Jurist, der von 1961 bis 1976 dem Verfassungsgerichtshof von Rheinland-Pfalz und dem Oberverwaltungsgericht von Rheinland-Pfalz als Präsident vorstand.

## Leben
Meyer-Hentschel wurde 1911 im anhaltischen Bernburg in einer katholischen Beamtenfamilie geboren. Diese siedelte 1917 nach Andernach über. Er besuchte das örtliche Stiftsgymnasium, an dem er 1930 das Abitur ablegte. Anschließend begann Meyer-Hentschel das Studium der Rechtswissenschaften, welches ihn an die Universitäten in Bonn, Genf, Berlin und Köln führte. 1935 wurde er zum Dr. jur. promoviert. Ab 1938 war Meyer-Hentschel unter anderem als Hilfsrichter am Landgericht Koblenz tätig. 1939 wurde er zum Militärdienst einberufen, der für ihn bei Kriegsende in französischer Kriegsgefangenschaft endete. Das Braunbuch der DDR von 1968 führt ihn als Kriegsgerichtsrat der 409. Division der Wehrmacht. Nähere Angaben werden dazu nicht gemacht. Als Kriegsgefangener war Meyer-Hentschel von Mai 1946 bis Ostern 1947 im so genannten Stacheldrahtseminar von Chartres, welches zwischen 1945 und 1947 von Abbé Franz Stock geleitet wurde. 

1947 wurde Meyer-Hentschel als Referent im Justizministerium des neugebildeten Landes Rheinland-Pfalz eingestellt. 1949 wechselte er für einige Zeit in die Gesetzgebungsabteilung des rheinland-pfälzischen Innenministeriums. Gerade vierzigjährig, wurde ihm 1951 nunmehr die Stelle eines Senatspräsidenten an sich im Aufbau befindlichen Landesverwaltungsgericht angetragen. 1957 wurde Meyer-Hentschel zum Vizepräsidenten der mittlerweile in Oberverwaltungsgericht umbenannten Koblenzer Behörde ernannt, 1961 erfolgte die Ernennung zum Präsidenten des Oberverwaltungsgerichts von Rheinland-Pfalz. Damit einher ging die Präsidentschaft des Verfassungsgerichtshofs von Rheinland-Pfalz. Diese beiden Ämter führte Meyer-Hentschel bis zu seiner Pensionierung 1976 aus. Während seiner Amtszeit wirkte er maßgeblich an der Erarbeitung und Weiterentwicklung der Verwaltungsgerichtsordnung mit. Darüber hinaus arbeitete er als Dozent und Studienleiter  der Verwaltungs- und Wirtschaftsakademie Rheinland-Pfalz und war seit Mitte der 1950er Jahre als Rechtslehrer an der Deutschen Hochschule für Verwaltungswissenschaften in Speyer tätig. Überdies war er von 1975 bis Vorsitzender des Bundesverbandes Deutscher Verwaltungs- und Wirtschaftsakademien.
Gerhard Meyer-Hentschel starb 94-jährig in Andernach.